# Херберт Крьомер
Херберт Крьомер (на немски: Herbert Kroemer) е германски физик, носител на Нобелова награда за физика за 2000 г.

## Биография
Роден е на 25 август 1928 г. във Ваймар, Германия. През 1952 г. защитава дисертация по теоретична физика и през 1954 се мести да живее в САЩ. От 1968 до 1976 г. Крьомер преподава в университета в Колорадо, а след това в Калифорнийския университет в Санта Барбара.
Работи в областта на физиката на полупроводниците. През 2000 г. получава, заедно с Джак Килби и Жорес Алфьоров, Нобелова награда за физика „за разработка на полупроводникови хетероструктури, използвани във високочестотната и оптичната електроника“. Наградата на Джак Килби се присъжда за изобретяването на интегралните схеми.